# Kreishaus Rübhofstraße 4
Das ehemalige Kreishaus Rübhofstraße 4 in der niedersächsischen Stadt Osterholz-Scharmbeck stammt vom Anfang des 20. Jahrhunderts. Aktuell (2025) wird es durch das Amtsgericht genutzt.
Das Gebäude steht unter Denkmalschutz (siehe auch Liste der Baudenkmale in Osterholz-Scharmbeck).

## Geschichte und Beschreibung
Seit 1867 bestand der preußische Kreis Osterholz aus dem 1885 der vergrößerte Landkreis Osterholz wurde mit aktuell (2025) elf Gemeinden und rund 116.000 Einwohnern.
Das zweigeschossige traufständige verklinkerte Gebäude auf Sockel mit ziegelgedecktem Mansarddach in Falzziegel- und Biberschwanzdeckung und mit Fledermausgauben wurde 1908 als Kreishaus des Kreises Osterholz gebaut. Die symmetrische Fassade erhielt einen zurückspringenden mittigen Eingang, der durch zwei eingestellte dorische Kolossalsäulen betont wird. Die Rückseite wurde stärker gegliedert und erhielt einem halbrunden eingeschossigen Anbau zwischen zwei kleinen eingeschossigen Flügeln mit Satteldächern. Seit 1973 ist das Gebäude Teil des Amtsgerichts Osterholz-Scharmbeck.
Das Landesdenkmalamt befand u. a.: „… ein typischer Kreishausbau zu Beginn des 20. Jahrhunderts …“
Der Landkreis hat aktuell seine Sitze im Kreishaus I, Osterholzer Straße 23, und Kreishaus II, Am Osterholze 2a.